# YURAYURATEIKOKU LIVE 2005-2009
『YURAYURATEIKOKU LIVE 2005-2009』は、日本のバンドゆらゆら帝国のライブアルバム、及びライブDVDである。

## 概要
- 解散後初のリリース。
- 『な・ま・し・び・れ・な・ま・め・ま・い 』以来、約7年ぶりのライブアルバム。ライブDVDのリリースは初。
- ソニーミュージック移籍後の2005年から2009年のライブを編集。
- 未発表となった『空洞です』以降の新曲も収録。

## 収録曲

### アルバム

#### Disc1
1. 宇宙人の引越し（LIVE@SHIBUYA-AX 2009.10.18）
2. 順番には逆らえない（LIVE@SHIBUYA-AX 2009.10.18）
3. 男は不安定（LIVE@METAMORPHOSE09 2009.09.05）
4. 単なる穴（LIVE@STUDIO COAST 2009.11.26）
5. お前の田んぼが好き（LIVE@STUDIO COAST 2009.11.26）
6. グレープフルーツちょうだい（LIVE@STUDIO COAST 2009.11.26）
7. ユラユラウゴク（LIVE@METAMORPHOSE09 2009.09.05）
8. ソフトに死んでいる（LIVE@METAMORPHOSE09 2009.09.05）
9. つぎの夜へ（LIVE@LIQUIDROOM 2007.12.30）
10. 無い！！（LIVE@METAMORPHOSE09 2009.09.05）

#### Disc2
1. おはようまだやろう（LIVE@LIQUIDROOM 2007.12.30）
2. できない（LIVE@LIQUIDROOM 2007.12.30）
3. あえて抵抗しない（LIVE@METAMORPHOSE09 2009.09.05）
4. やさしい動物（LIVE@LIQUIDROOM 2007.12.30）
5. まだ生きている（LIVE@STUDIO COAST 2007.10.10）
6. なんとなく夢を（LIVE@KYOTO MUSE 2009.11.20）
7. 美しい（LIVE@METAMORPHOSE09 2009.09.05）
8. 学校へ行ってきます（LIVE@METAMORPHOSE09 2009.09.05）
9. ひとりぼっちの人工衛星（LIVE@SHIBUYA-AX 2007.12.17）
10. 空洞です（LIVE@LIQUIDROOM 2007.12.30）

### DVD

#### 2009.04.26 LIVE@日比谷野外大音楽堂
1. 星ふたつ
2. ソフトに死んでいる
3. ザ・コミュニケーション
4. お前の田んぼが好き
5. アーモンドのチョコレート
6. 夜行性の生き物3匹
7. タコ物語
8. いまだに魔法がとけぬまま
9. 無い！！
10. 空洞です
11. できない
12. あえて抵抗しない
13. ロボットでした
14. 3×3×3

#### BONUS VIDEO 2007.10.10 LIVE@STUDIO COAST -SPACE SHOWER TV EDTION-
1. できない
2. あえて抵抗しない
3. 美しい
4. EVIL CAR
5. 3×3×3
6. 空洞です

#### VIDEO CLIPS 2005-2009
1. 2005年世界旅行
2. タコ物語
3. つぎの夜へ
4. 美しい
5. 空洞です
6. 空洞です（alternate version）